# Ahmed Chentouf
Ahmed Chentouf, né le 5 décembre 1996 à Tanger, est un footballeur marocain évoluant au poste de milieu de terrain à l'Ittihad de Tanger.

## Biographie
Il participe à la Coupe de la confédération en 2017 puis à la Ligue des champions d'Afrique lors de la saison 2018-2019 avec le club de l'Ittihad de Tanger.

## Palmarès

### En club
Ittihad de Tanger
- Championnat du Maroc
  - Champion : 2018